# Сечень (комуна)
Сечень, Сечені (рум. Săceni) — комуна у повіті Телеорман в Румунії. До складу комуни входять такі села (дані про населення за 2002 рік):
- Буткулешть (488 осіб)
- Сечень (493 особи) — адміністративний центр комуни
- Чурарі (730 осіб)

Комуна розташована на відстані 85 км на захід від Бухареста, 36 км на північний захід від Александрії, 100 км на схід від Крайови.

## Населення
За даними перепису населення 2002 року у комуні проживали 1711 осіб.
Національний склад населення комуни:
| Національність | Кількість осіб | Відсоток |
| -------------- | -------------- | -------- |
| румуни         | 1636           | 95,6%    |
| цигани         | 75             | 4,4%     |

Рідною мовою назвали:
| Мова      | Кількість осіб | Відсоток |
| --------- | -------------- | -------- |
| румунська | 1636           | 95,6%    |
| циганська | 74             | 4,3%     |
| угорська  | 1              | 0,1%     |

Склад населення комуни за віросповіданням:
| Релігія        | Кількість осіб | Відсоток |
| -------------- | -------------- | -------- |
| православні    | 1675           | 97,9%    |
| реформати      | 26             | 1,5%     |
| бретрени       | 4              | 0,2%     |
| адвентисти     | 2              | 0,1%     |
| атеїсти        | 2              | 0,1%     |
| греко-католики | 1              | 0,1%     |